# Contea di Wood (Virginia Occidentale)
La contea di Wood ( in inglese Wood County ) è una contea dello Stato della Virginia Occidentale, negli Stati Uniti. La popolazione al censimento del 2000 era di 87 986 abitanti. Il capoluogo di contea è Parkersburg.